# WebFinger
WebFinger je protokol specifikovaný komisí pro technickou stránku internetu IETF který umožňuje získávání informaci o lidech a věcech identifikovaných pomocí URI. Informace o osobě mohou být například získány skrze "acct:" URI, které vypadá podobně jako e-mailová adresa.
WebFinger je specifikován jako detekční protokol pro OpenID Connect, což je protokol, který umožňující se přihlásit na různých místech na internetu pomocí jednoho účtu.
Protokol webfinger je používán decentralizovanou sociální sítí StatusNet a Diaspora pro objevení uživatelů na vzdálených uzlech a luscích podobně jako protokol remoteStorage.
Poznámka k historii názvu, "WebFinger" je odvozeno od původního Finger protokolu pro ARPANET, ale jedná se o velmi odlišný protokol určený pro HTTP.